# Mas de Gomis
El Mas de Gomis és un mas situat al municipi d'Alcover, a la comarca catalana de l'Alt Camp.